# Karbonati
Karbonatni minerali su oni minerali koji sadrže anion (CO3)2-. To su kalcit, aragonit, (oba su zapravo kalcijevi karbonati), dolomit (mješavina magnezijeva i kalcijeva karbonata) i siderit (željezo(III)-karbonat). Karbonati se najčešće talože u morima kao ostaci ljuštura morskih organizama. Nalaze se i u evaporitnim stijenama i krševitim predjelima, u kojima otapanje karbonatnih stijena stvara špilje, stalaktite i stalagmite.

### Karbonati
- Skupna kalcita: Trigonski
  - Kalcit CaCO3
  - Gaspeit (Ni,Mg,Fe2+)CO3
  - Magnezit MgCO3
  - Otavit CdCO3
  - Rodohrozit MnCO3
  - Siderit FeCO3
  - Smitsonit ZnCO3
  - Kobaltit CoCO3
- Aragonitna skupina: Ortorompski kristalni sistem
  - Aragonit CaCO3
  - Ceruzit PbCO3
  - Stroncianit SrCO3
  - Viterit BaCO3
  - Raderfordin UO2CO3
  - Natrit Na2CO3

### dvostruki karbonati
- Skupina dolomita: Trigonski kristalni sustav
  - Ankerit CaFe(CO3)2
  - Dolomit CaMg(CO3)2
  - Minrekordit CaZn(CO3)2
  - Baritocit BaCa(CO3)2

### Karbonati hidroksil skupine ili s halogenom
- Karbonati s hidroksidom: Monoklinski
  - Azurit Cu3(CO3)2(OH)2
  - Hidroceruzit Pb3(CO3)2(OH)2
  - Malahit Cu2CO3(OH)2
  - Roazit (Cu,Zn)2CO3(OH)2
  - Fosgenit Pb2(CO3)Cl2
  - Hidrocinkit Zn5(CO3)2(OH)6
  - Aurikhalkit (Zn,Cu)5(CO3)2(OH)6

- Ikait CaCO3.6(H2O)
- Lansfordit MgCO3•5(H2O)
- Monohidrokalcit CaCO3.H2O
- Natron Na2CO3•10(H2O)
- Zelerit Ca(UO2)(CO3)2•5(H2O)